# دلرس بانو بيغوم
دلرس بانو بيغوم (بالفارسية: دلرس بانو بیگم، وبالأردية: دلرس بانو بیگم) (ق. 1622 - 8 أكتوبر 1657) هي الزوجة الأولى والقرينة الرئيسية للسُلطان أورنكزيب عالمكير سادس سلاطين الهند المغولية. عُرِفت بعد وفاتها بِلقب «رابعة العصر» وقد دُفنت في «بيبي كا مقبرة» الذي تم بناؤه تكريمًا لها وتخليدًا لِذكراها.
كانت دلرس من أفراد السُلالة الصفوية في بلاد فارس فَوالدها هو الأمير بديع الزمان الصفوي المعروف بِلقب «شهناز خان» الذي تولى منصب نائب الملك في كجرات وهو سليل الشاه إسماعيل الأول.
تزوجت من الأمير مُحيي الدين الذي صار يُعرف باسم «أورنگزيب» بعد اعتلائه العرش سنة 1637 وأنجبت منه خمسة أبناء هُم: مُحمد أعظم شاه، الوريث الظاهر للعرش الذي خلف أباه لفترة من الزمن، والأميرة الشاعرة زيب النساء، والأميرة زينة النساء المُلقبة «پادشاه بيگم»، والأمير مُحمد أكبر المحبوب لدى أبيه.
توفيت دلرس بِسبب حمى النفاس سنة 1657 بعد شهر من ولادة ابنها الخامس محمد أكبر. قبل عام واحد فقط من اعتلاء زوجها العرش بعد انتصاره في حرب الخلافة المغولية.